# Tradeduck.com
Tradeduck.com是香港首個以物易物網站，於2008年1月上線。它的使用者需成為會員後，才能與其他人交換物品或服務。他們可在網站上上傳自己能夠提供且想跟他人交換的物品或服務，亦可搜尋或按分類瀏覽其他人能夠提供的物品或服務——像是服裝、書籍、現金券等等，都可以在網站交換。2013年時擁有13萬個註冊帳號。
2007年左右，曾設計過網頁的田曉和資訊科技行業從業員Paul因得知香港以外的地方有人開設以物換物網站，並且以自身經歷出發，推論出不少人家中會收藏一些不需要的物品，所以認為應在香港開設同類型網站。於是在2007年開始動手開發。次年1月，Tradeduck.com正式上線，其名取自「Trade得」的發音。之後亦跟地球之友合辦以物易物活動。

## 歷史
2007年左右，曾設計過網頁的田曉和資訊科技行業從業員Paul因得知香港以外的地方有人開設以物易物網站，並且以自身經歷出發，推論出不少人家中會收藏一些不需要的物品，所以認為應在香港開設同類型網站。於是在2007年開始動手開發。次年1月，Tradeduck.com正式上線，成為香港首個以物易物網站，其名取自「Trade得」的發音。同年5月左右開始在Facebook作宣傳。6月時網站已有4,000個登記會員帳號，並放有約20,000件能夠或已給人換取的物品。
次月的數據顯示，網站會員以16至38歲的人為主，多數仍在就學。11月至12月期間則跟地球之友合辦第一屆「以物易物慈善活動二○○八」和聖誕以物易物活動，讓人透過網站以二手衣物換取禮品。2009年10月至11月期間亦有類似活動。2011年時已有約10萬個註冊帳號。兩年後（2013年）升至13萬，並有推出手機應用程式的計劃。

## 內容
Tradeduck的使用者需成為會員後，才能與其他人交換物品或服務。他們可在網站上上傳自己能夠提供且想跟他人交換的物品或服務，亦可搜尋或按分類瀏覽其他人能夠提供的物品或服務，像是服裝、書籍、現金券、自身能夠提供的額外教育服務等等，都可以在網站交換。用家可以但不一定指明自己想要交換的事物，之後當有人提出交換請求時，系統會通知提供者。若然提供者有意交換，那麼便可在網站上批准，並進一步核對物品或服務詳情及說明交收明細。交換完後能夠為該次體驗作評價。用家還能把其他人列入「黑名單」和「朋友列表」。

## 迴響
2008年，《明報》讚揚Tradeduck.com使用體驗上不複雜，而且能夠交換的事物很多。並把它跟香港以物易物網作比較，指後者較多人上傳車輛的交換要求，而且提供賣買功能，因此形容兩者的用家不同。《星島日報》同樣讚揚能在平台上交換的物品「多樣」。《文匯報》則表示網站能夠提供渠道予人「減少浪費的情況，履行環保的概念」。《東周刊》則以其使用人數為依據，表示網站符合人們的需求。
它在2009年時成為香港最多人使用的以物換物網站。2014年《東方日報》的吳倩瑩亦指它「受眾廣泛」。2011年《都市日報》的鄺易行形容網站在聖誕節後會出現不少別人贈送的禮物。2012年《電腦廣場》的報導把Tradeduck.com跟拍賣網站作比較，指前者因不涉及賣買雙方金錢上的衝突和拍賣者之間的競爭，所以較節省時間。同年《都市日報》還讚揚網站的用家多抱有善意地使用平台。

## 外部連結
- 香港以物易物網（页面存档备份，存于）
- 香港以物易物網Facebook專頁